# Zhang Liting
Zhang Liting (张丽婷S, Zhāng LítíngP; 23 agosto 1994) è un'ex cestista cinese.

## Carriera
Con la Cina ha disputato i Campionati mondiali del 2014.